# Archaeoglobus profundus
Az Archaeoglobus profundus az Archaeoglobaceae családba tartozó szulfát-redukáló archaea. Megtalálható a magas hőmérsékletű olajmezőkön, hozzájárulhat azok savasodásához. Litotróf módon nő. Acetátra és a CO2-re van szüksége, bioszintézisükre nézve heterotróf.

### Tudományos adatbázisok
- Archaeoglobus PubMed hivatkozásai
- Archaeoglobus PubMed Central hivatkozásai
- Archaeoglobus Google Scholar hivatkozásai

- NCBI rendszertani oldal ehhez a taxonhoz: Archaeoglobus
- Keresés a Tree of Life rendszertani oldalain erre: Archaeoglobus
- Keresés a Species2000 oldalain erre: Archaeoglobus
- Archaeoglobus a MicrobeWikin
- LSPN oldal ehhez: Archaeoglobus